# Muńcuł
Muńcuł ist ein 1165 Meter hoher Berg in Polen in den Saybuscher Beskiden. Er befindet sich in dem Massiv Wielka Racza.
Der Gipfel liegt auf polnischem Staatsgebiet unweit der Grenze zur Slowakei. 
Die Hänge sind bewachsenen.

## Lage
Auf den Berg führen mehrere Wanderwege. Er ist bequem von Ujsoły erreichbar.